# Copa Intertoto da UEFA de 2006
A Copa Intertoto da UEFA de 2006 foi a primeira edição após uma mudança importante em relação ao formato em que a prova se desenrola. Houve apenas três eliminatória em vez de cinco, e onze equipas ficavam qualificadas para a segunda eliminatória de qualificação da Taça UEFA (em vez de três equipas qualificadas para a primeira eliminatória).

## 1ª eliminaória
Os jogos da primeira mão da 1ª eliminatória foram a 17 e 18 de Junho. Os jogos da segunda mão foram a 24 e 25 de Junho de 2006.
| Equipe 1                 | Total                    | Equipe 2                 | 1.º jogo                 | 2.º jogo                 |
| Região Sul-Mediterrânica | Região Sul-Mediterrânica | Região Sul-Mediterrânica | Região Sul-Mediterrânica | Região Sul-Mediterrânica |
| ------------------------ | ------------------------ | ------------------------ | ------------------------ | ------------------------ |
| FK Pobeda                | 2-4                      | Farul Constanţa          | 2-2                      | 0-2                      |
| UE Sant Julià            | 0-8                      | NK Maribor               | 0-3                      | 0-5                      |
| Ethnikos Achna FC        | 5-4                      | KF Partizani             | 4-2                      | 1-2                      |
| NK Zrinjski              | 4-1                      | Marsaxlokk F.C.          | 3-0                      | 1-1                      |
| Região Centro-Leste      |                          |                          |                          |                          |
| FC Kilikia Yerevan       | 1-8                      | Dinamo Tbilisi           | 1-5                      | 0-3                      |
| FC Shakhter              | 4-6                      | FC MTZ-RIPO              | 1-5                      | 3-1                      |
| FC Nitra                 | 12-2                     | CS Grevenmacher          | 6-2                      | 6-0                      |
| FK MKT Araz Imisli       | 1-2                      | Sheriff Tiraspol         | 1-0                      | 0-2                      |
| Região Norte             |                          |                          |                          |                          |
| Keflavik ÍF              | 4-1                      | Dungannon Swifts F.C.    | 4-1                      | 0-0                      |
| Dinaburg FC              | 2-1                      | Havnar Bóltfelag         | 1-1                      | 1-0                      |
| Tampere United           | 8-1                      | Carmarthen Town F.C.     | 5-0                      | 3-1                      |
| Narva Trans              | 1-8                      | Kalmar FF                | 1-6                      | 0-2                      |
| FK Vėtra                 | 0-5                      | Shelbourne F.C.          | 0-1                      | 0-4                      |

## 2ª eliminatória
Os jogos da primeira mão da 2ª eliminatória foram a 1 e 2 de Julho, enquanto os da segunda mão foram a 8 e 9 de Julho 2006.
| Equipe 1                 | Total                    | Equipe 2                 | 1.º jogo                 | 2.º jogo                 |
| Região Sul-Mediterrânica | Região Sul-Mediterrânica | Região Sul-Mediterrânica | Região Sul-Mediterrânica | Região Sul-Mediterrânica |
| ------------------------ | ------------------------ | ------------------------ | ------------------------ | ------------------------ |
| MFC Sopron               | 3-4                      | Kayserispor              | 3-3                      | 0-1                      |
| Farul Constanţa          | 3-2                      | Lokomotiv Plovdiv        | 2-1                      | 1-1                      |
| FK Zeta                  | 1-4                      | NK Maribor               | 1-2                      | 0-2                      |
| Maccabi Petah Tikva FC   | 4-2                      | NK Zrinjski              | 1-1                      | 3-1                      |
| NK Osijek                | 2-2 (g.f.)               | Ethnikos Achna FC        | 2-2                      | 0-0                      |
| Região Centro-Leste      |                          |                          |                          |                          |
| Grasshopper-Club Zürich  | 4-0                      | FK Teplice               | 2-0                      | 2-0                      |
| FC Nitra                 | 2-3                      | Dnipro Dnipropetrovsk    | 2-1                      | 0-2                      |
| SV Ried                  | 4-1                      | Dinamo Tbilisi           | 3-1                      | 1-0                      |
| Sheriff Tiraspol         | 4-1                      | Lech Poznań              | 1-0                      | 3-1                      |
| FC Moscou                | 3-0                      | FC MTZ-RIPO              | 2-0                      | 1-0                      |
| Região Norte             |                          |                          |                          |                          |
| Hibernian F.C.           | 8-0                      | Dinaburg FC              | 5-0                      | 3-0                      |
| Odense BK                | 3-1                      | Shelbourne F.C.          | 3-0                      | 0-1                      |
| Lillestrøm S.K.          | 6-3                      | Keflavik ÍF              | 4-1                      | 2-2                      |
| Tampere United           | 3-5                      | Kalmar FF                | 1-2                      | 2-3                      |

Legenda:
- g.f. - equipa apurou-se pela Regra do gol fora de casa

## 3ª eliminatória
Os jogos da primeira mão da 3ª eliminatória foram a 15 de Julho, enquanto os da segunda mão foram a 22 de Julho 2006.
As onze equipas vencedoras dos jogos apuraram-se para a 2ª eliminatória da Taça UEFA.
| Equipe 1                 | Total                    | Equipe 2                 | 1.º jogo                 | 2.º jogo                 |
| Região Sul-Mediterrânica | Região Sul-Mediterrânica | Região Sul-Mediterrânica | Região Sul-Mediterrânica | Região Sul-Mediterrânica |
| ------------------------ | ------------------------ | ------------------------ | ------------------------ | ------------------------ |
| AJ Auxerre1              | 4-2                      | Farul Constanţa          | 4-1                      | 0-1                      |
| A.E. Larisa              | 0-2                      | Kayserispor              | 0-0                      | 0-2                      |
| Villarreal CF            | 2-3                      | NK Maribor               | 1-2                      | 1-1                      |
| Maccabi Petah Tikva FC   | 3-4                      | Ethnikos Achna FC        | 0-2                      | 3-2                      |
| Região Centro-Leste      |                          |                          |                          |                          |
| Grasshopper-Club Zürich  | 3-2                      | K.A.A. Gent              | 2-1                      | 1-1                      |
| Olympique de Marseille   | 2-2 (g.f.)               | Dnipro Dnipropetrovsk    | 0-0                      | 2-2                      |
| Hertha BSC Berlin        | 2-0                      | FC Moscou                | 0-0^                     | 2-0                      |
| SV Ried                  | 4-2                      | Sheriff Tiraspol         | 3-1                      | 1-1                      |
| Região Norte             |                          |                          |                          |                          |
| Newcastle United F.C.    | 4-1                      | Lillestrøm S.K.          | 1-1                      | 3-0                      |
| Kalmar FF                | 2-3                      | FC Twente                | 1-0                      | 1-3                      |
| Odense BK                | 2-2 (g.f.)               | Hibernian F.C.           | 1-0                      | 1-2                      |

Legenda:
- g.f. - equipa apurou-se pela Regra do gol fora de casa